# Penelopides affinis
El cálao chico de Mindanao (Penelopides affinis) es una especie de ave coraciforme de la familia Bucerotidae que vive en las selvas de varias islas filipinas. Se encuentra en Maitum, Sarangani, y otras zonas de Mindanao, así como en otras como Samar, Bohol, Leyte y Basilán.

## Subespecies
Se reconocen dos subespecies de Penelopides affinis:
- Penelopides affinis affinis - sur de Filipinas (Mindanao, Dinagat y Siargao)
- Penelopides affinis basilanicus - Basilán